# 影山光洋
影山 光洋（かげやま こうよう、本名：影山 正雄、1907年5月23日 - 1981年3月1日）は、日本の報道写真家である。

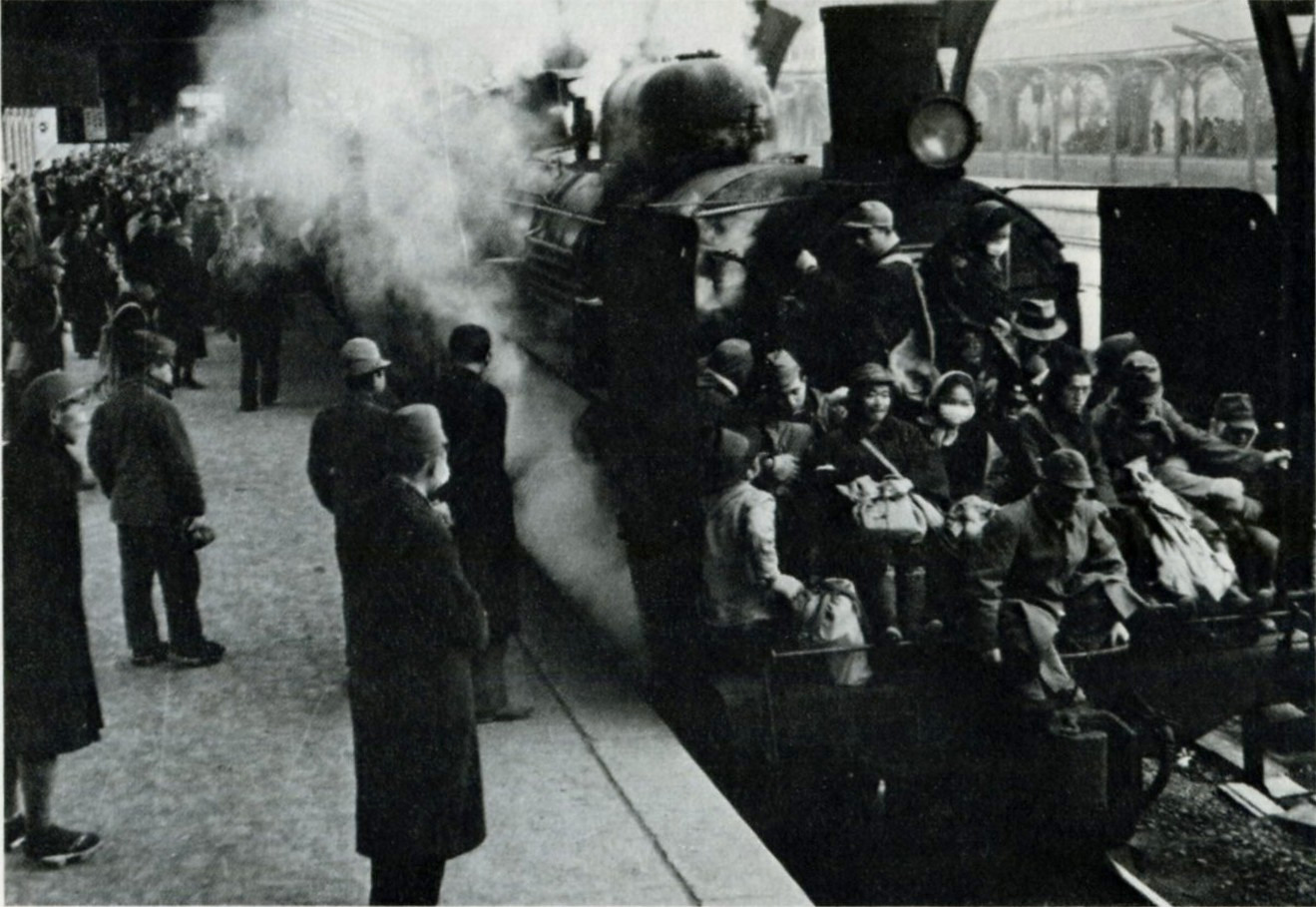
日暮里駅4番線での終戦後の買い出し列車(1946年 影山光洋撮影)

## 略歴
静岡県浜松市に生まれ、若い頃から写真撮影に親しむ。浜松商業卒業後、画光舎に勤める。その後、東京高等工芸学校（現・千葉大学）に進み（一期生）、卒業後朝日新聞社写真部に勤める。報道写真を中心に、戦前から戦後にかけて、日本の世相を写し続けた。作品の対象となった事件性のある出来事としては、例えば、二・二六事件、南京陥落、山下・パーシバル会談などを挙げることができる。写真の記録性を著しく重視し、その点を徹底したことから「記録の鬼」と呼ばれ、戦後はフリーカメラマンとして活動した。

## 代表作
- 芋っ子ヨッチャンの一生

## 主要著書・写真集など
- ある報道写真家の見た昭和30年史（影山光洋・雄鶏社・1955）
- 芋っ子ヨッチャンの一生（影山光洋・新潮社フォトミュゼ・1995）
- 影山光洋（日本の写真家14・岩波書店・1997）岩波書店による紹介
- 写真昭和50年史（影山光洋・講談社・1975）
- 昭和の女（影山光洋・朝日新聞社・1965）
- 古城にうたう（影山光洋・読売新聞社編・鹿島出版会発行・1966）

## 展覧会
- 影山光洋写真展 知っていますか？ 日本に戦争があった時代を（立命館大学国際平和ミュージアム、2003年）
- プレスカメラマンストーリー（Press Photographers' Story）（東京都写真美術館：2009年5月16日（土）～7月5日（日）） 
  - とりあげられたのは、影山光洋のほか、朝日新聞社の写真部に在籍していた次の4人。
  - 大束元（1912-1992）、吉岡専造（1916-2005）、船山克（1923-）、秋元啓一（1930-1979）